# Ladir
Ladir (, toponimo romancio) è una frazione di 107 abitanti del comune svizzero di Ilanz/Glion, nella regione Surselva (Canton Grigioni).

## Storia

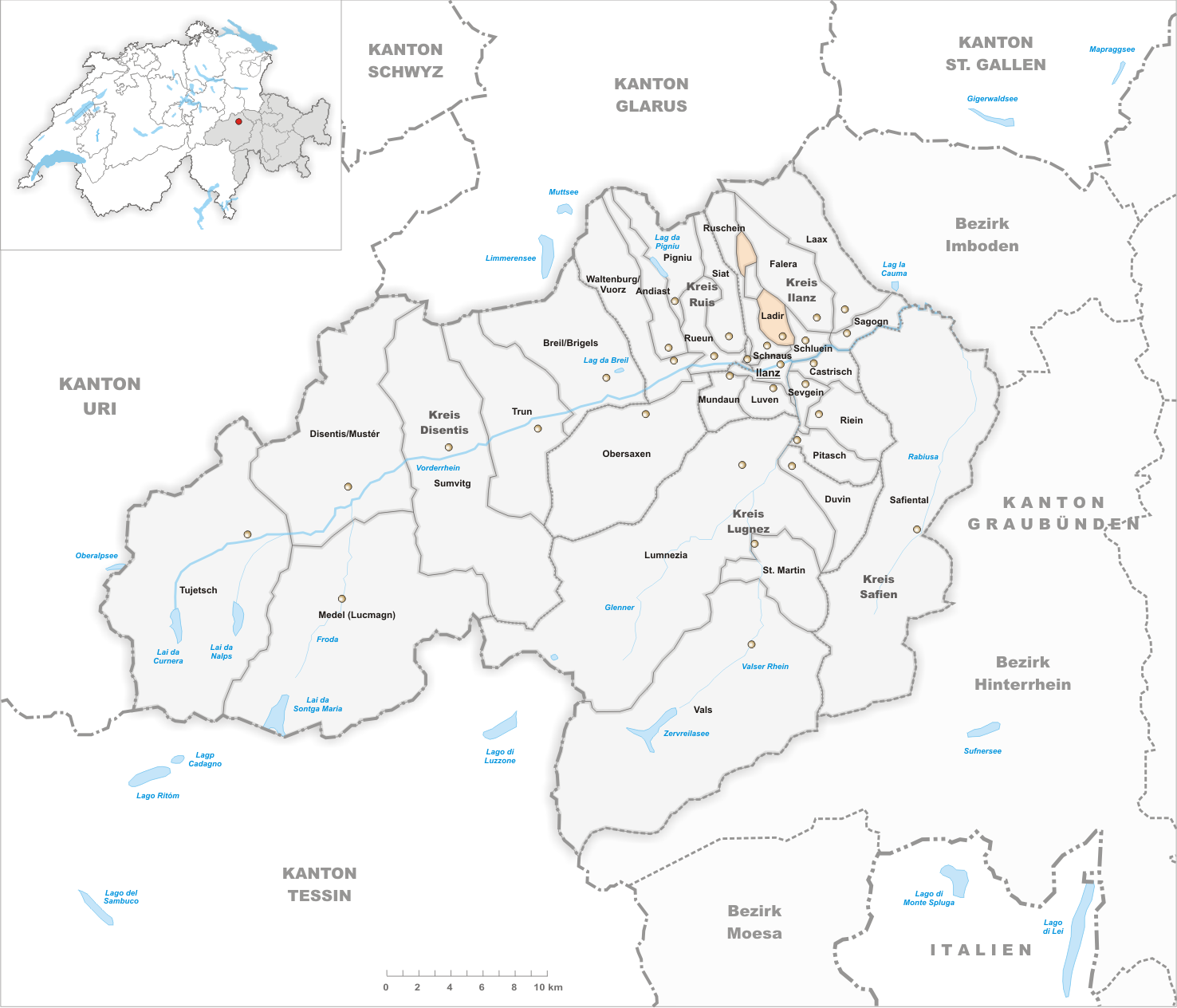
Il territorio del comune di Ladir prima degli accorpamenti comunali del 2014

Già comune autonomo istituito nel 1851, si estendeva per 7,19 km² e comprendeva anche l'exclave dell'Alp Dadens da Ladir; il 1º gennaio 2014 è stato aggregato agli altri comuni soppressi di Castrisch, Duvin, Ilanz, Luven, Pigniu, Pitasch, Riein, Rueun, Ruschein, Schnaus, Sevgein e Siat per formare il nuovo comune di Ilanz/Glion.

## Monumenti e luoghi d'interesse
- Chiesa cattolica di San Zeno, attestata dall'840[1].

## Società

### Evoluzione demografica
L'evoluzione demografica è riportata nella seguente tabella:
Abitanti censiti

### Lingue e dialetti
La maggioranza della popolazione parla la lingua romancia.